# Gerard Vassalls
Gerard Vassalls (Sant Esteve del Monestir, 1910 — La Roca de l'Albera, 1994) va ser un científic nord-català, físic, que promogué el català i la Universitat Catalana d'Estiu.

## Biografia
Després d'estudiar a la universitat de Montpeller fou professor a aquesta mateixa universitat i a París, on es doctorà en ciències físiques el 1948. Treballà al CNRS en el camp de la física teòrica. Als anys 60 s'establí a Madagascar, on ensenyà a la universitat d'Antananarivo del 1960 al 1973 (entre 1965 i 1970 en fou, a més, degà de la facultat de ciències). Publicà en revistes francesos articles sobre física teòrica, mecànica quàntica, relativitat, lògica i altres matèries relacionades; en català publicà La ciència no pensa (1975).
Fou un investigador molt vinculat a la promoció del català, especialment en les terres de la Catalunya del Nord; ja el 1937 començà a col·laborar amb Nostra Terra difonent el català normatiu. Com a membre del GREC va ser un dels principals impulsors de la Universitat Catalana d'Estiu de Prada de Conflent, i la presidí del 1973 al 1977: el 1973 encapçalà amb Oriol Casassas el grup de científics que difongueren el manifest reivindicatiu El català, llengua d'expressió científica. L'any 1981 va ser un dels divuit membres fundadors de la Societat Catalana de Sociolingüística, filial de l'IEC. Publicà articles sobre el català com a llengua científica i sobre la situació del català a les terres nord-catalanes. En els darrers anys de la seva vida volgué promoure la difusió del dialecte rossellonès preconitzant-ne una grafia simplificada, basada en la fonètica, que emprà en articles a la premsa perpinyanenca.
El cantant Joan Pau Giné canta la cançó Recordant amb lletra de Vassalls.

## Obres
- Prada 1973: Universitat Catalana d'Estiu, article a Serra d'Or 171 (1973), p. 39
- La Ciència no pensa: elements lògics i epistemològics d'un pensament científic Barcelona: Edicions 62, 1975 ISBN 8429711104
- Sobre dialecte i llengua normativa, article a Sant Joan i Barres 63-64 (1976), p. 11-18
- Ciència i societat: el pensament científic avui, article a Butlletí de la Societat Catalana de Ciències Físiques, Químiques i Matemàtiques: segona època 1 núm. 2 (1977), p. 11-16
- L'ús del català dins la literatura científica, article a Treballs de sociolingüística catalana 1 (1977), p. 157-166